# Isländische Fußballmeisterschaft 1941
Die isländische Fußballmeisterschaft 1941 war die 30. Spielzeit der höchsten isländischen Fußballliga.
Es nahmen fünf Teams am Bewerb teil, in dem jede Mannschaft jeweils einmal auf jede andere traf. KR Reykjavík gewann den zehnten Titel der Vereinsgeschichte.

## Abschlusstabelle
| Pl. | Verein              | Sp. | S | U | N | Tore    | Quote | Punkte |
| --- | ------------------- | --- | - | - | - | ------- | ----- | ------ |
| 1.  | KR Reykjavík        | 4   | 3 | 1 | 0 | 011:500 | 2,20  | 07:10  |
| 2.  | Valur Reykjavík (M) | 4   | 2 | 2 | 0 | 014:300 | 4,67  | 06:20  |
| 3.  | Víkingur Reykjavík  | 4   | 1 | 1 | 2 | 005:500 | 1,00  | 03:50  |
| 4.  | Fram Reykjavík      | 4   | 1 | 1 | 2 | 006:120 | 0,50  | 03:50  |
| 5.  | ÍBA Akureyri        | 4   | 0 | 1 | 3 | 006:170 | 0,35  | 01:70  |

| (M) | amtierender isländischer Meister |

### Kreuztabelle
Die Kreuztabelle stellt die Ergebnisse aller Spiele dieser Saison dar. Die Heimmannschaft ist in der ersten Spalte aufgelistet, die Gastmannschaft in der obersten Reihe. Die Ergebnisse sind immer aus Sicht der Heimmannschaft angegeben.
| 1941               | Fram Reykjavík | Víkingur Reykjavík |     | KR Reykjavík | ÍBA Akureyri |
| Fram Reykjavík     |                | 2:0                | 0:5 | 2:5          | 2:2          |
| Víkingur Reykjavík | –              |                    | 0:0 | 1:2          | 4:1          |
| Valur Reykjavík    | –              | –                  |     | 1:1          | 8:2          |
| KR Reykjavík       | –              | –                  | –   |              | 3:1          |
| ÍBA Akureyri       | –              | –                  | –   | –            |              |